# 켈리 커티스

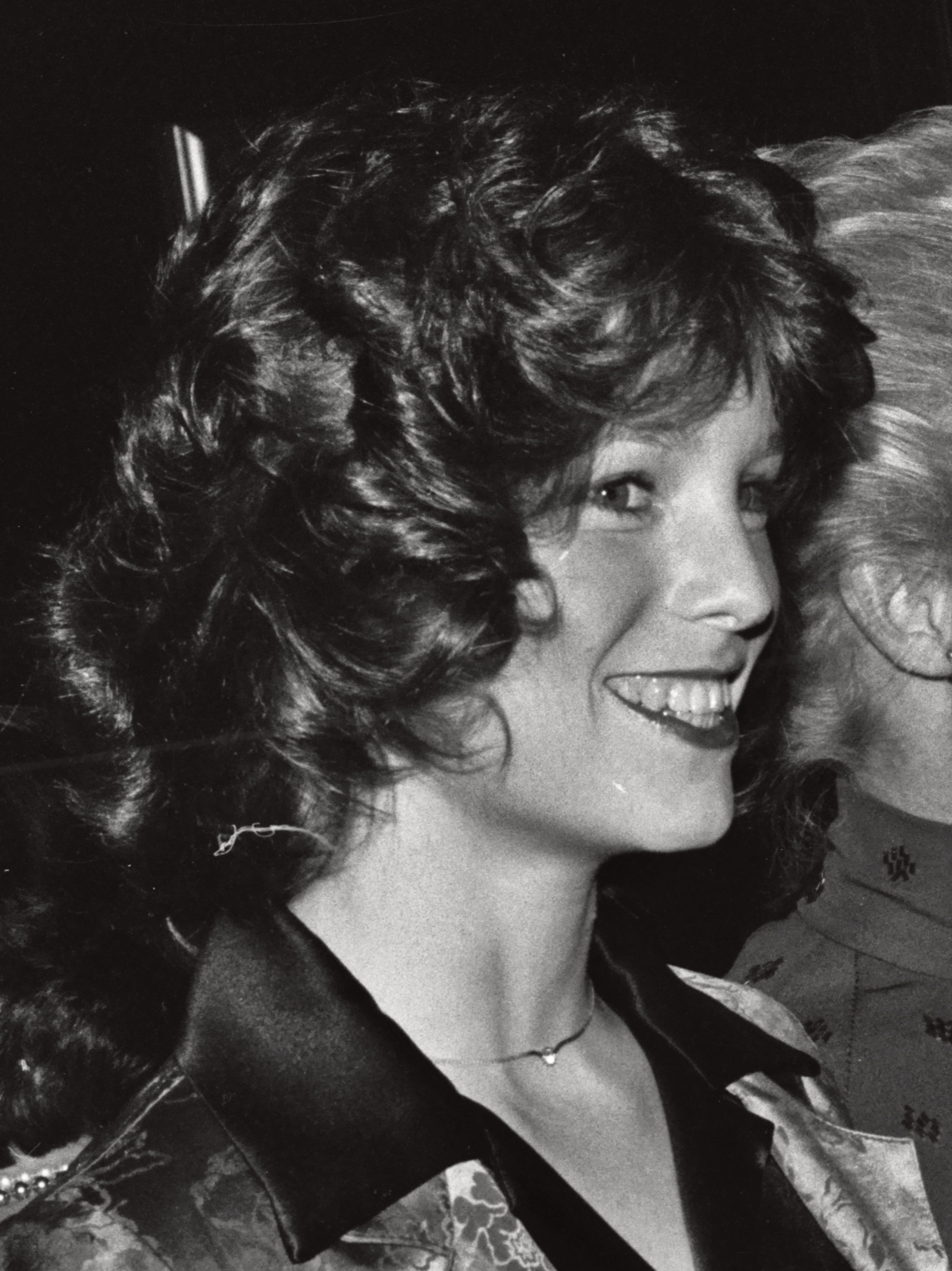

켈리 커티스(Kelly Curtis, 1956년 6월 17일 ~ )는 미국의 배우, 텔레비전 배우, 영화배우, 영화 프로듀서이다.
샌타모니카에서 태어났다.

## 영화
- 믹시드 브레싱 (1998년)
- 구조대 (1994년)
- 데몬스 4 (1991년) - 미리엄 크레이슬 역
- 굿 훼밀리 (1990년)